# Gunface
«Gunface» es una canción de la banda británica de rock The Rolling Stones, incluida en el álbum Bridges to Babylon de 1997. 
Escrita por Mick Jagger y Keith Richards, fue grabada entre los meses de marzo y julio de 1997 , en los estudios Ocean Way, de Los Ángeles, Estados Unidos.
Jagger dijo sobre la pista "Es una canción bastante provocativa. Se trata de un tipo que quiere matar al amante de su novia. La mayoría de las canciones son de carácter personal pero éste no lo es".

## Personal
Acreditados:
- Mick Jagger: voz, guitarra eléctrica
- Keith Richards: voz, guitarra eléctrica, coros.
- Ron Wood: guitarra slide.
- Charlie Watts: batería.
- Danny Sabe: guitarra eléctrica, bajo, teclados.
- Jim Keltner: percusión